# Bielany (Krakau)

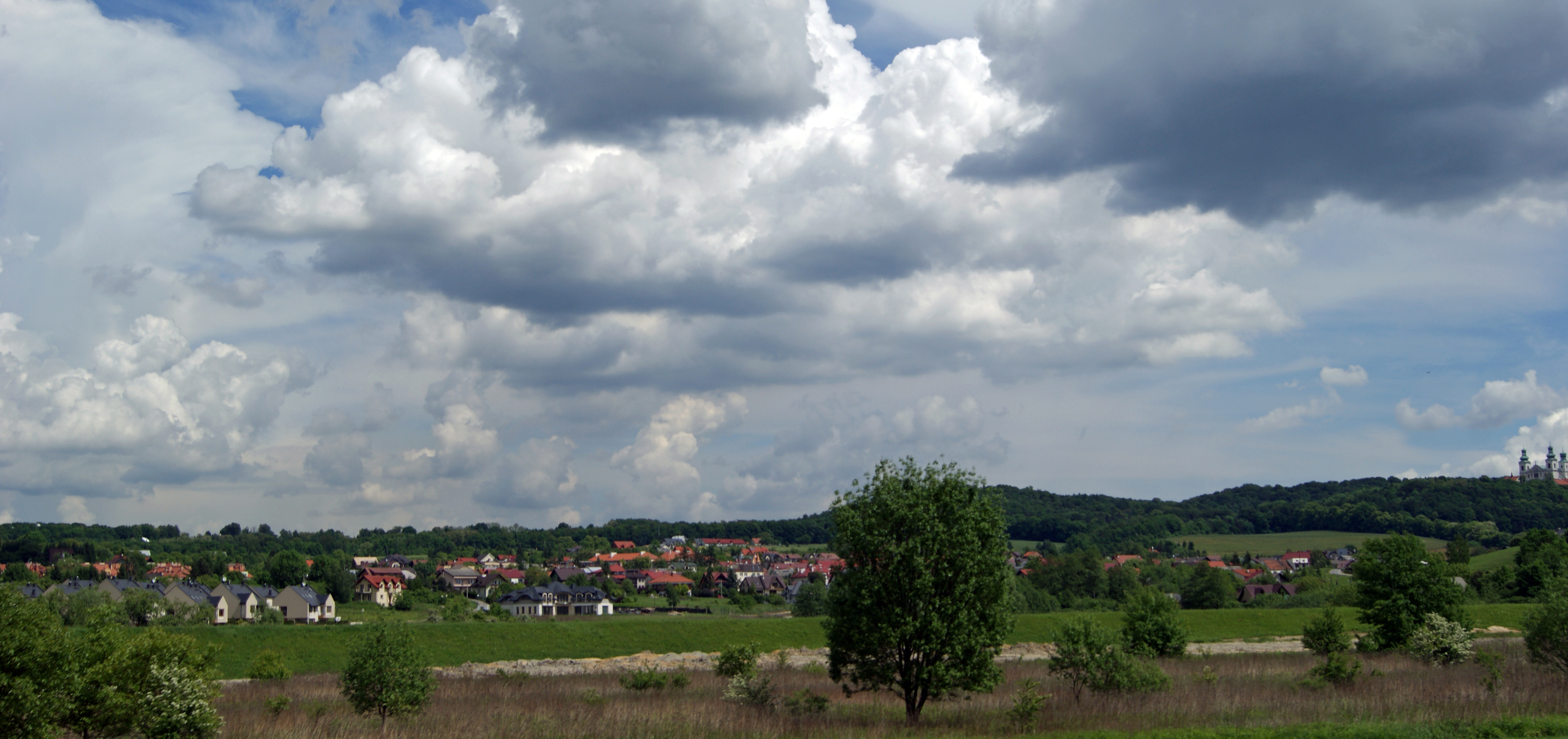
Blick auf Bielany

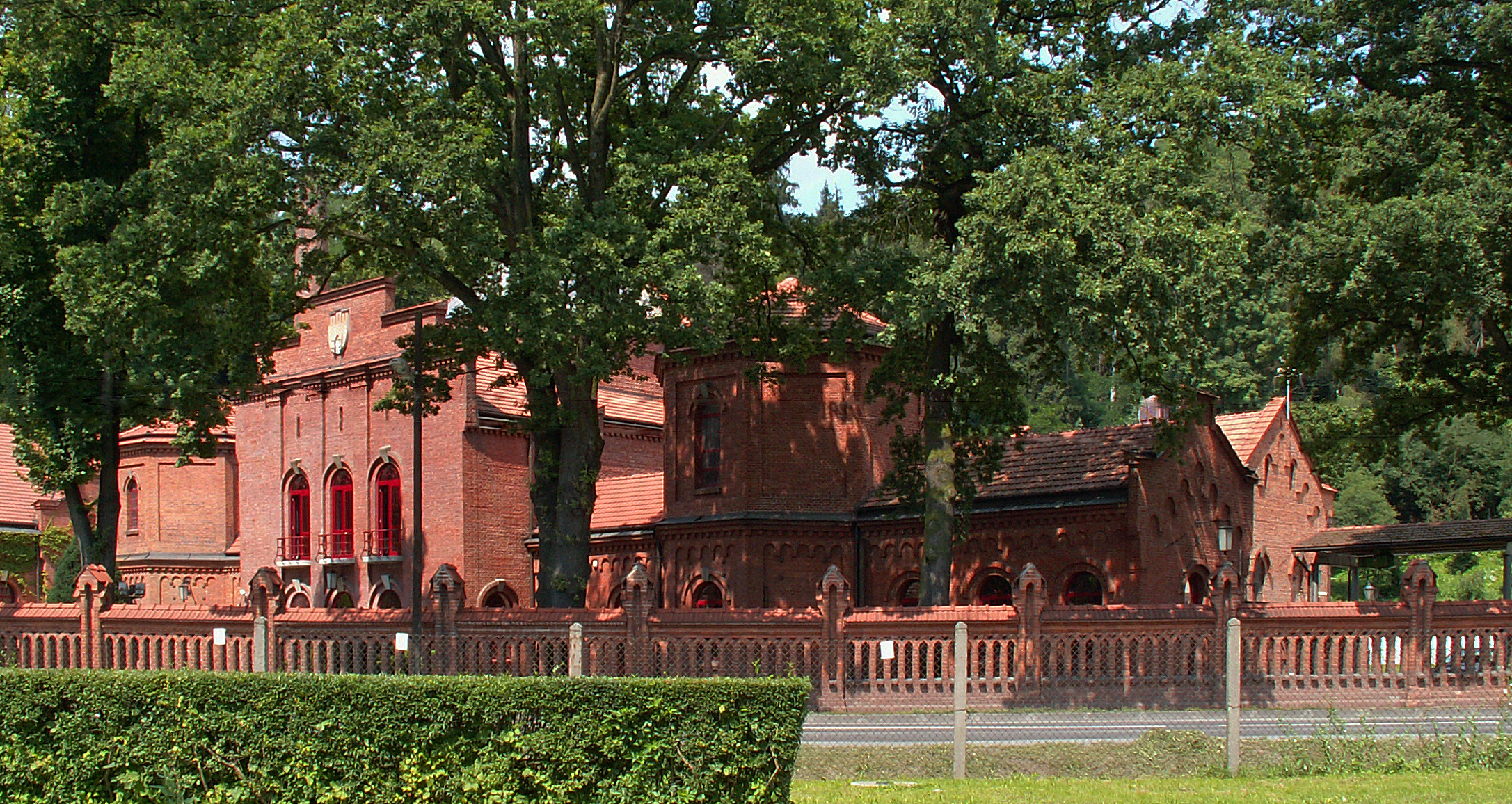
Wasserversorgung in Bielany

Bielany ist ein westlicher Stadtteil von Krakau in Polen, im Stadtbezirk VII Zwierzyniec, am nördlichen Ufer der Weichsel.

## Geschichte
Der Ort wurde im Jahr 1254 als Belani erstmals urkundlich erwähnt, als es vom Krakauer Herzog Bolesław V. an die Benediktinerinnen in Staniątki verliehen wurde. Der Name ist vom Wort biel(a) (Moor, Feuchtwiese) mit dem Suffix -any (etwa Bewohner von...) abgeleitet. Später gehörte Belan bzw. Byelany teilweise zu den Norbertinerinnen in Zwierzyniec oder verschiedenen Adeligen.
1603–1642 wurde das Kamaldulenserkloster auf dem Silberberg im Wolski-Wald gebaut, der 1655 in der Schwedischen Sintflut zerstört wurde und erst 1812 wiederaufgebaut.
Bei der dritten Teilung Polens wurde Bielany 1795 Teil des habsburgischen Kaiserreichs. In den Jahren 1815–1846 gehörte das Dorf zur Republik Krakau. 1846 wurde es als Teil des Großherzogtums Krakau wieder in die Länder des Kaisertums Österreich annektiert. Ab dem Jahr 1855 gehörte Bielany zum Bezirk Krakau.
Im Jahr 1900 verfügte die Gemeinde Bielany Narodowa über eine Fläche von 232 Hektar mit 66 Häusern und 416 Einwohnern, davon waren alle polnischsprachig, außer 402 Römisch-Katholiken gab es 14 Juden.
Unter den Bürgermeister Józef Friedlein wurde die Wasserversorgung in Bielany für die Stadt Krakau erbaut. Im frühen 20. Jahrhundert bauten die Österreicher die Befestigung „Bielany“ („Krępak“) mit Kasernen und Artillerie der Festung Krakau. Im Jahr 1917 kaufte die Stadt Krakau den Wolski-Wald zwischen Bielany und Przegorzały im Osten (340 ha). Am 6. Juli 1929 wurde dort der Zoologische Garten Krakau eröffnet.
Bielany wurde im Jahr 1941 von deutschen Besatzern nach Krakau als der Katastralbezirk XXXII eingemeindet, was erst am 25. Oktober 1948 mit rückwirkender Gültigkeit vom 18. Januar 1945 von polnischen Verwaltung bestätigt wurde.
1957 wurde das Naturschutzgebiet Bielańskie Skałki eingerichtet.